# Yanwangbizi Shuiku
Yanwangbizi Shuiku (kinesiska: 阎王鼻子水库) är en reservoar i Kina. Den ligger i provinsen Liaoning, i den nordöstra delen av landet, omkring 270 kilometer väster om provinshuvudstaden Shenyang. Yanwangbizi Shuiku ligger 212 meter över havet. Trakten runt Yanwangbizi Shuiku består till största delen av jordbruksmark.
Genomsnittlig årsnederbörd är 786 millimeter. Den regnigaste månaden är juni, med i genomsnitt 211 mm nederbörd, och den torraste är januari, med 3 mm nederbörd.